# Sybra subincana
Sybra subincana es una especie de escarabajo del género Sybra, familia Cerambycidae. Fue descrita científicamente por Breuning en 1968.
Habita en Indonesia. Esta especie mide 8 mm.